# Ii (dwuznak)
Ii – dwuznak występujący w języku niderlandzkim, fińskim i estońskim. Oznacza on dźwięk długiego i, jako długa samogłoska przymknięta przednia niezaokrąglona [iː].